# Péninsule de Grinnell
La péninsule de Grinnell est une péninsule du nord-ouest de l'île Devon dans le Nunavut au Canada. 
Elle a été découverte lors de la First Grinnell Expedition (en) et a été nommée en l'honneur du financier Henry Grinnell.